# KVK-Trigramm
KVK-Trigramme bzw. KVK-Kombinationen sind vor allem in der Lernpsychologie und in Gedächtnistests eingesetzte Buchstabenfolgen, bestehend aus einem Konsonanten, einem Vokal und einem weiteren Konsonanten (KVK). Sie wurden erstmals 1885 von dem deutschen Psychologen Hermann Ebbinghaus verwendet. Ebbinghaus ordnete unterschiedlichen Trigrammen zufällig eine bestimmte Antwort zu und bildete so Lernlisten, die er zur Untersuchung seiner eigenen Lernfähigkeit einsetzte. KVK-Trigramme sind vor allem deshalb zur Untersuchung von Lernleistungen geeignet, da es sich um sogenannte sinnarme Silben handelt, die keine Bedeutung haben. Dadurch soll gewährleistet werden, dass eine Versuchsperson in einem Experiment oder einem Gedächtnistest nach Möglichkeit keine oder nur eine schwache Assoziation zu einem Trigramm hat und dass alle Trigramme und deren Antworten in einer Lernliste gleich leicht zu erlernen sind. Störeinflüsse, die durch eine bestehende Assoziation entstehen könnten, sollen so ausgeschaltet werden. Schon Hermann Ebbinghaus erkannte jedoch, dass es sich bei KVK-Trigrammen nicht um vollständig sinnarme Silben handelt. Daher können sie sich in Bezug auf ihre Erlernbarkeit deutlich unterscheiden oder von unterschiedlichen Versuchspersonen anders erlernt werden. Beispielsweise könnte das Trigramm MEL  eine Versuchsperson an Mehl erinnern und daher anders erlernt werden können, als zum Beispiel das Trigramm XUZ.